# Deicide (альбом)
Deicide — дебютный полноформатный студийный альбом американской дэт-метал-группы Deicide, издан лейблом Roadrunner Records в 1990 году. Альбом содержит все треки, изданные раньше в демо-формате, плюс две новые песни «Deicide» и «Mephistopheles». Основными темами лирики являются сатанизм и богохульство. Песни «Lunatic of God’s Creation» и «Carnage in the Temple of the Damned» посвящены Чарльзу Мэнсону и Джиму Джонсу соответственно, а «Dead by Dawn» написана по сюжету фильма ужасов, The Evil Dead.
Песня «Dead by Dawn» появилась в игре Grand Theft Auto IV: The Lost and Damned на радиостанции Liberty City Hardcore.
Альбом был записан на Morrisound Studios в Тампе, где группа записала большинство своих последующих альбомов.

## Список композиций
| №                   | Название                              | Длительность |
| ------------------- | ------------------------------------- | ------------ |
| 1.                  | «Lunatic of God's Creation»           | 2:42         |
| 2.                  | «Sacrificial Suicide»                 | 2:51         |
| 3.                  | «Oblivious to Evil»                   | 2:41         |
| 4.                  | «Dead by Dawn»                        | 3:56         |
| 5.                  | «Blaspherereion»                      | 4:15         |
| 6.                  | «Deicide»                             | 4:02         |
| 7.                  | «Carnage in the Temple of the Damned» | 3:33         |
| 8.                  | «Mephistopheles»                      | 3:35         |
| 9.                  | «Day of Darkness»                     | 2:05         |
| 10.                 | «Crucifixation»                       | 3:55         |
| Общая длительность: | Общая длительность:                   | 33:35        |

## Участники записи
- Глен Бентон — бас, вокал
- Брайн Хоффман — гитара
- Эрик Хоффман — гитара
- Стив Ашейм — ударные